# Мивилль, Жак-Кристоф
Мивилль, Жак-Кристоф (Якоб Кристоф, Жан-Кристоф) (фр. Jacques-Christophe Miville; 1786, Базель — 1836, там же) — швейцарский художник романтической эпохи, живописец, рисовальщик, литограф, пейзажист, портретист, автор исторических картин, один из видных мастеров так называемой поздней «россики».

## Биография
Родился в Базеле в 1786 году семье богатого шелкового фабриканта Иоганна Якоба Мивилля и его жены Маргарет Мивилль-Лотц. Обучался искусствам на родине и в Италии. Рисованию Мивилль учился в Базеле у Питера Бирманна, живописи — в Цюрихе у Иоганна Каспара Хубера, в Риме общался с крупными пейзажистами Иосифом Антоном Кохом и Иоганном Кристианом Рейнхартом. Он много работал на натуре.
Впервые Мивилль приехал в Россию в 1809 году. Несколько лет он провел в Петербурге, где ему покровительствовал известный швейцарский педагог, последователь и сотрудник великого Иоганна Песталоцци — пастор Иоганн фон Муральт, державший в Петербурге аристократический пансион. Мивилль давал платные уроки рисования и внедрил некоторые положения методики Песталоцци в обучение изобразительному искусству. С 1810 года, в перерывах между путешествиями по стране, он жил и работал в Петербурге, где служил художником и топографом у графа Григория Владимировича Орлова. Граф в том числе занимался делами Лесного департамента и нуждался в специалисте. Мивилля отправили на съемку лесов в новые провинции в Прибалтике и Финляндии. В 1814—1817 годах художник предпринял путешествия по Крыму и Кавказу. Мивилль восхищался их величественными видами, что привело его к дальнейшей специализации в жанре романтического пейзажа. Собранный им богатый материал (карандашные и акварельные наброски) послужил затем источником вдохновения для работ, созданных уже в Швейцарии. В 1819 году он продает в Петербурге серию из 40 своих работ графине Анне Бобринской. На вырученную сумму он совершает вторую поездку в Рим в 1819—1821 годах.

## Творчество
Его ранние работы написаны во время пребывании в Риме в 1805—1807 и в экскурсиях по Альпам, пейзажи выполнены в стиле романтизм, который в это время революционных потрясений и Наполеоновских войн определял все виды искусств в Европе. Испытал влияние австрийского художника Йозефа Коха, который работал в более радикальном стиле даже для романтиков.
Зрелые пейзажи Мивилля выполнены кистью достаточно уверенной и свободной, в манере мягкой, но несколько однообразной. В них преобладают коричневые и охристые тона, глухая зелень, голубые и белесые краски. По живописи и настроению это типичные сентиментально-романтические горные виды, которые много писали в начале XIX века в Европе в связи с модой на романтизм. Но мягкие очертания крымских гор, наполняющие пространство неповторимым волнообразным ритмом, вносят своеобразие в пейзажи Мивилля как и экзотика татарских поселений, кладбищ и мечетей.
После возвращения на родину Мивилль выступил как способный портретист, не лишенный психологизма. Во вторую римскую поездку изучал работы французских и английских современников, экспериментировал как с маслом, так и с акварелью.

## Картины в экспозициях ведущих музеев
В Государственном Русском музее хранится девять крымских видов работы Жака-Кристофа Мивилля, имеющие как художественную ценность, так и являющиеся важным топографическим и историческим документом эпохи. Это «Вид Карадагской долины» (1819), «Вид на Ай-Петри» (1819), «Вид на деревню Мишкетку» (1819). Крымские пейзажи кисти Мивилля отличаются топографической точностью, при этом в широкие и глубокие панорамные виды им включены и архитектурные мотивы, и жанровые сцены. Художник умел работать с освещением. Но главное в этих пейзажах все же горы и воды, зелень и небеса, многообразная и благодатная крымская натура, сама по себе эмоционально окрашенная. И этот настрой усиливается художником, воспринимающим и передающим зрителям ощущение вечности красоты и красоты вечности, своеобразный романтический космизм. С 18 октября 2018 по 14 января 2019 в музее прошла выставка «Крымские виды Жака-Кристофа Мивилля», а 2016 году эта выставка экспонировалась в Феодосии.
В Государственном музее изобразительных искусств имени А. С. Пушкина находится полотно «Ханский дворец в Бахчисарае» (1816—1819). Несколько больших работ художника находится в коллекции Государственной Третьяковской галереи. Ранее эти неподписанные работы приписывали кисти М. М. Иванова, который, находясь при князе Г. А. Потёмкине, должен был изображать по указанию князя «все местности и события, чем либо замечательные» и сделал многочисленные рисунки Кавказа, Крыма и других мест России, то есть работал несколько ранее на той же натуре, что и Мивилль.
- Жак-Кристоф Мивилль. Вид на Ай-Петри. 1817-1819. Холст, масло. 55x76. Государственный Русский музей
- Жак-Кристоф Мивилль. Вид деревни Кусс али Косс в Крыму (1814). Третьяковская галерея
- Жак-Кристоф Мивилль. Вид на гору Чатыр-Даг и реку Альму в Крыму (1814-1818). Холст, масло. 54x76 Третьяковская галерея
- Жак-Кристоф Мивилль. Вид на татарскую деревню и мечеть на берегах Альмы. Третьяковская галерея

Работы художника, в том числе и автопортрет 1821 года, имеются в экспозиции Базельского художественного музея и «Фонда искусства XIX века» в Ольстене. В 2013—2014 году в Базеле прошла выставка работ Жака-Кристофа Мивилля из коллекций российских и европейских музеев. Выставка с 229 картинами, эскизами, акварелями и рисунками художника ярко представляет самобытного художника романтического пейзажа, с блистательной техникой исполнения.